# Język tswana
Język tswana (setswana) – język z rodziny bantu z grupy sotho-tswana, używany w Botswanie, RPA, Zimbabwe i Namibii przez blisko 14 mln osób.
Jest jednym z jedenastu języków urzędowych w Południowej Afryce oraz jednym z dwóch urzędowych w Botswanie. Posługuje się nim 70% mieszkańców Botswany.